# 维尔吉利奥·莱夫拉托
维尔吉利奥·莱夫拉托（義大利語：Virgilio Levratto，1904年10月26日—1968年9月18日），意大利男子足球运动员。他曾代表意大利参加1924年和1928年夏季奥林匹克运动会足球比赛，其中在1928年奥运会获得一枚铜牌。